# Eschenbachia
 Eschenbachia   Moench, 1794 è un genere di piante angiosperme dicotiledoni della famiglia delle Asteraceae, sottofamiglia Asteroideae, tribù Astereae (Basal grade) e sottotribù Eschenbachiinae.

## Etimologia
Il nome del genere deriva da Johann Friedrich Eschenbach (1757-?), medico e botanico tedesco a Lipsia.
Il nome scientifico del genere è stato definito dal botanico Conrad Moench (1744-1805) nella pubblicazione " Methodus Plantas Horti Botanici et Agri Marburgensis" ( Methodus (Moench) 573) del 1794.

## Descrizione

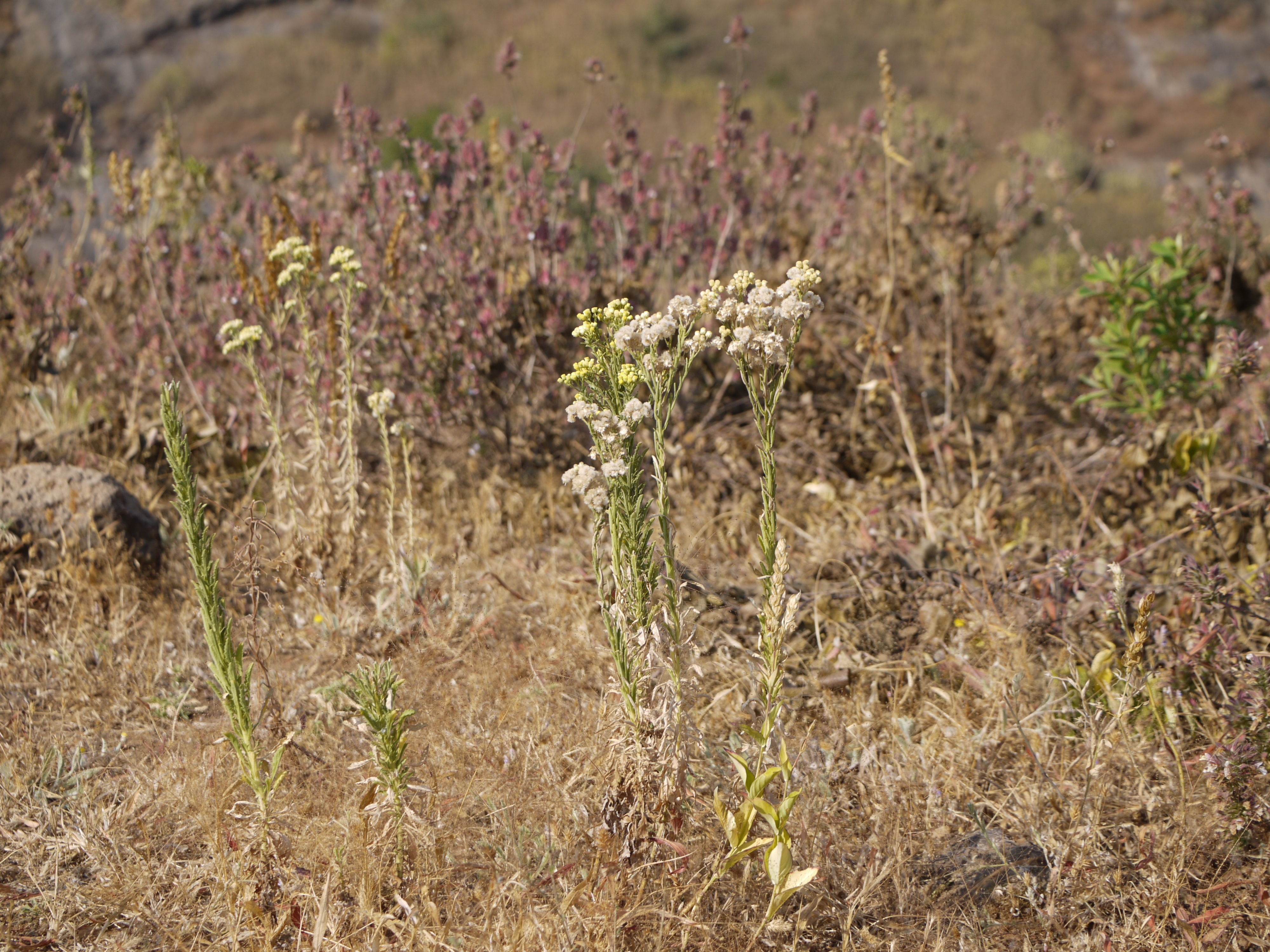
Il portamento
Eschenbachia stricta

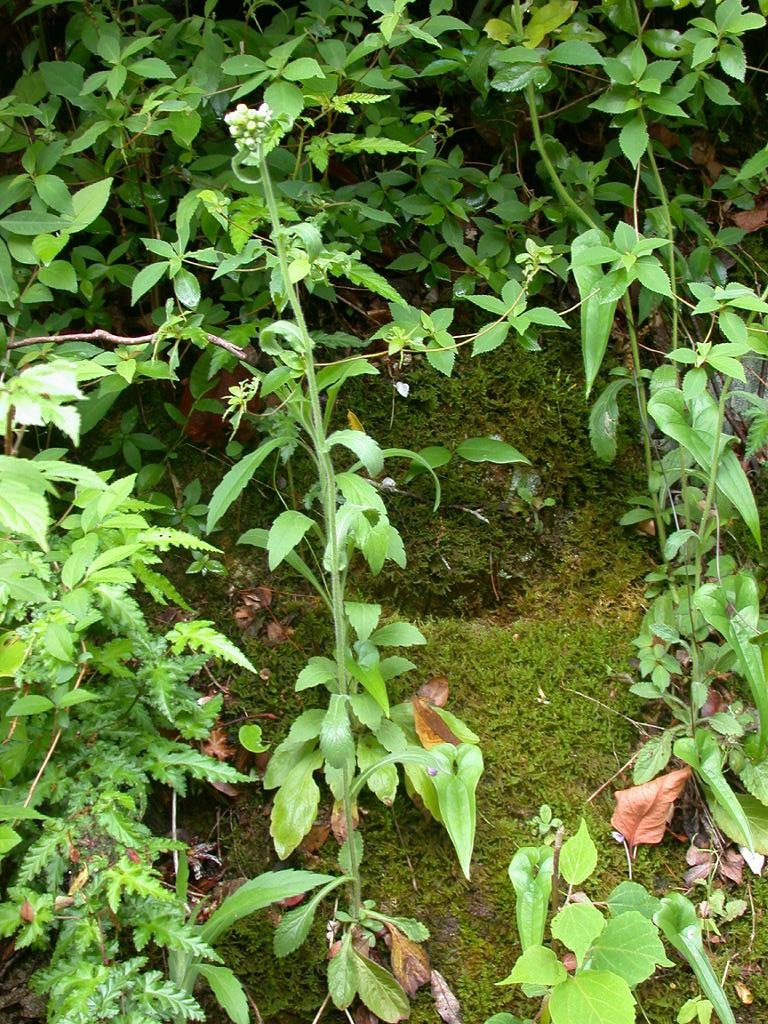
Le foglie
Eschenbachia japonica

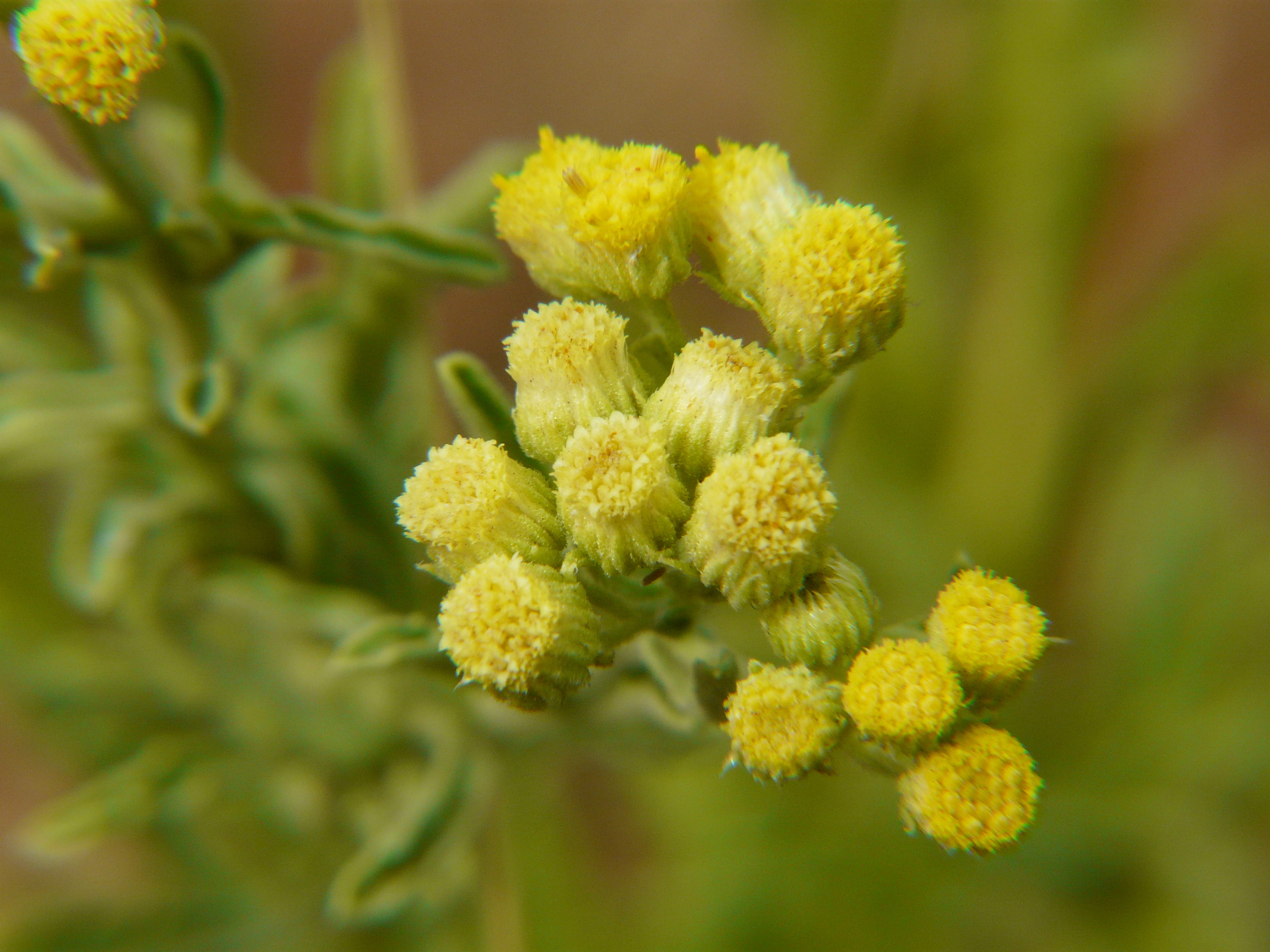
Infiorescenza
Eschenbachia stricta

Portamento. Le specie di questo genere hanno un habitus di tipo erbaceo annuale o perenne (talvolta anche biennale); sono inoltre aromatiche.
Fusto. La parte aerea in genere è eretta, semplice o ramosa. Le superfici sono irsute o strigose. Le radici sono fitte o rizomatose. 
Foglie. Le foglie in genere sono disposte in modo alternato, picciolate o sessili. La lamina è semplice intera o pennata (pennatopartite o pennatolobate). I margini sono continui da dentellate a grossolanamente seghettate. Le superfici possono essere ghiandolose.
Infiorescenza. Le sinflorescenze sono sia scapose (capolini solitari) che composte da diversi capolini raccolti in grappoli corimbiformi o panicolati. Le infiorescenze vere e proprie sono composte da un capolino terminale peduncolato di tipo discoidale. I capolini sono formati da un involucro, con forme da campanulato a emisferico-campanulato, composto da diverse brattee, al cui interno un ricettacolo fa da base ai fiori di due tipi: fiori del raggio e fiori del disco. Le brattee, con forme da obovate a ovato-lanceolate, lanceolate, lineari-lanceolate o lineari e a consistenza membranosa con margini scariosi, sono disposte in modo più o meno embricato su 3 - 4 serie. Il ricettacolo, fimbriato, emisferico-appiattito o da emisferico-conico a lenticolare-nodoso e alveolato, in genere è nudo ossia senza pagliette a protezione della base dei fiori.
Fiori.  I fiori sono tetra-ciclici (formati cioè da 4 verticilli: calice – corolla – androceo – gineceo) e pentameri (calice e corolla formati da 5 elementi). Si distinguono in:
- fiori del raggio (esterni): sono femminili e sono disposti su una sola serie; la forma è ligulata (zigomorfa); le ligule sono ridottissime o assenti;
- fiori del disco (centrali): sono più numerosi con forme brevemente tubulose (attinomorfe); sono ermafroditi o (raramente) funzionalmente maschili (le ovaie sono sterili)

- Formula fiorale:

*/x K {\displaystyle \infty }, [C (5), A (5)], G 2 (infero), achenio
- Calice: i sepali del calice sono ridotti ad una coroncina di squame.

- Corolla: la forma della corolla alla base è più o meno imbutiforme o tubolare con 5 (raramente 4) lobi (i fiori del disco); i lobi, patenti o eretti, hanno una forma deltata o più o meno lanceolata. I colori della corolla sono bianco (i fiori del raggio) e giallo (i fiori del disco).

- Androceo: l'androceo è formato da 5 stami sorretti da filamenti generalmente liberi; gli stami sono connati e formano un manicotto circondante lo stilo; le teche (produttrici del polline) alla base sono troncate e sono lievemente auricolate (molto raramente sono speronate o hanno una coda); le appendici apicali delle antere hanno delle forme piatte e lanceolate; il tessuto endoteciale (rivestimento interno dell'antera) è quasi sempre polarizzato (con due superfici distinte: una verso l'esterno e una verso l'interno). Il polline è sferico con un diametro medio di circa 25 micron;  è tricolporato (con tre aperture sia di tipo a fessura che tipo isodiametrica o poro) ed è echinato (con punte sporgenti).[10][13]

- Gineceo: l'ovario è infero uniloculare formato da 2 carpelli.[6] Lo stilo (il recettore del polline) è profondamente bifido (con due stigmi divergenti) e con le linee stigmatiche marginali separate.[14] I due bracci dello stilo hanno una forma da lanceolata a deltoide e possono essere papillosi o ricoperti da ciuffi di peli. Lo stilo dei fiori del raggio è supinato.

Frutti. I frutti sono degli acheni con pappo; in alcune specie è presente un certo dimorfismo (gli acheni dei fiori del raggio differiscono dagli acheni dei fiori del disco);
- achenio: gli acheni, con forme compresse da oblunghe a lanceolate, hanno due nervature (o coste); la superficie normalmente è cosparsa da setole, qualche volta ghiandolosa-strigosa; la parete dell'achenio è formata da celle contenenti rafidi ma prive di fitomelanina; il carpoforo normalmente è anulare; le setole con punte a forma di ancora non sono presenti; dimensioni dell'achenio: da 0,4 a 1,2 mm;
- pappo: il pappo, da bianco a bianco giallastro o da cannella a più o meno rossastro, è formato da una serie di setole barbate connate alla base (un anello deciduo) oppure libere.

## Biologia
Impollinazione: l'impollinazione avviene tramite insetti (impollinazione entomogama tramite farfalle diurne e notturne).

Riproduzione: la fecondazione avviene fondamentalmente tramite l'impollinazione dei fiori (vedi sopra).

Dispersione: i semi (gli acheni) cadendo a terra sono successivamente dispersi soprattutto da insetti tipo formiche (disseminazione mirmecoria). In questo tipo di piante avviene anche un altro tipo di dispersione: zoocoria. Infatti gli uncini delle brattee dell'involucro (se presenti) si agganciano ai peli degli animali di passaggio disperdendo così anche su lunghe distanze i semi della pianta. Inoltre per merito del pappo il vento può trasportare i semi anche a distanza di alcuni chilometri (disseminazione anemocora).

## Distribuzione e habitat
Le specie di questo genere sono distribuite in Africa, Asia (tropicale) e Australia.

## Sistematica
La famiglia di appartenenza di questa voce (Asteraceae o Compositae, nomen conservandum) probabilmente originaria del Sud America, è la più numerosa del mondo vegetale, comprende oltre 23.000 specie distribuite su 1.535 generi, oppure 22.750 specie e 1.530 generi secondo altre fonti (una delle checklist più aggiornata elenca fino a 1.679 generi). La famiglia attualmente (2021) è divisa in 16 sottofamiglie; la sottofamiglia Asteroideae è una di queste e rappresenta l'evoluzione più recente di tutta la famiglia.

### Filogenesi
La tribù Astereae comprende circa 40 sottotribù. In base alle ultime ricerche nella tribù sono stati individuati (provvisoriamente) 5 principali lignaggi:
- Basal grade: include alcuni generi isolati, il gruppo "South American-Oceania",  alcune sottotribù africane e il gruppo dei generi legnosi del Madagascar.
- Bellis lineage: comprende le sottotribù eurasiatiche e una sottotribù africana.
- Aster lineage: include i generi asiatici di Asterinae e i principali gruppi dell'Australia e dell'Oceania.
- Baccharis lineage: include alcuni gruppi sudamericani.
- North American lineage: include la vasta gamma di sottotribù del Nordamerica, Messico e alcuni gruppi distribuiti nel Sudamerica.

Il genere  Eschenbachia  (insieme alla sottotribù Eschenbachiinae ) è incluso nel Basal grade. In particolare Eschenbachiinae fa parte del sottogruppo relativo agli areali dell'"Africa/Madagascar/Asia sud-est". La maggioranza delle specie di questo genere sono derivate dal genere Conyza Less.  (un taxon americano filogeneticamente annidato in Erigeron) ora sinonimo di Erigeron L.. Queste specie (Eschenbachia) spesso descritte all'interno della sottotribù africana Grangeinae, ora sono state segregate nella nuova tribù Eschenbachiinae.
I caratteri distintivi del genere di questa voce sono:
- il portamento può essere erbaceo annuale, biennale o perenne;
- le ligule dei fiori del raggio sono più o meno assenti;
- il pappo può essere connato alla base in un anello deciduo.

### Elenco delle specie
Questo genere ha 12 specie:
- Eschenbachia blinii (H.Lév.) Brouillet
- Eschenbachia gouanii  (L.) G.L.Nesom
- Eschenbachia japonica  (Thunb.) J.Kost.
- Eschenbachia leucantha  (D.Don) Brouillet
- Eschenbachia maxima  (Zoll. & Moritzi) J.Kost.
- Eschenbachia muliensis  (Y.L.Chen) Brouillet
- Eschenbachia perennis  (Hand.-Mazz.) Brouillet
- Eschenbachia rufa  (Wall. ex DC.) Raizada
- Eschenbachia stricta  (Willd.) Raizada
- Eschenbachia subscaposa  (O.Hoffm.) G.L.Nesom
- Eschenbachia tigrensis  (Oliv. & Hiern) G.L.Nesom
- Eschenbachia ulmifolia  (Burm.f.) G.L.Nesom

### Sinonimi
Sono elencati alcuni sinonimi per questa entità:
- Dimorphanthes Cass.
- Edemias Raf.